# Dominique Lejeune
 (décembre 2018).
- Si vous ne connaissez pas le sujet, laissez ce bandeau (vous pouvez alors contacter les auteurs).
- Si vous supprimez le contenu mis en cause (vous pouvez préalablement contacter les auteurs),

argumentez précisément cette suppression dans la page de discussion
(un manque de référence n'est pas un argument ; une recherche réelle de référence doit avoir été effectuée, être formellement documentée).
 (septembre 2021).
Pour les articles homonymes, voir Lejeune.
Dominique Lejeune, né en 1948 à Paris, est un historien français spécialiste d’histoire sociale et intellectuelle de l’époque contemporaine (XIXe et XXe siècles).
Il a enseigné l’histoire au lycée (1972-1982) et à l’université de Nanterre (1974-1979), ainsi qu’à l’École normale supérieure de Saint-Cloud (1972-1974 et 1980-1986). Il a été pour l’essentiel de sa carrière professeur d’hypokhâgne et de khâgne, d’abord au lycée Condorcet (1978-1989) de Paris puis au lycée Louis-le-Grand (1989-2013).

## Biographie

### Formation
Dominique Lejeune a été formé initialement à l’École normale primaire (d’instituteurs) de Versailles, par Pierre Taguel et Raymond Osmont, puis au lycée Chaptal où il a, en hypokhâgne, comme professeur d’histoire, Jacques Aldebert, auteur à la Documentation photographique pour la Documentation française . Grâce à une bourse d’enseignement supérieur, Lejeune réussit, à Chaptal puis pendant sa khâgne au lycée Jules-Ferry, les concours des Instituts préparatoires à l’enseignement du second degré (IPES, 1966) et de l’École normale supérieure de Saint-Cloud (1967).
Étudiant à l’université Paris-Nanterre, Dominique Lejeune suit les cours et séminaires de René Rémond, en outre directeur de son mémoire de maîtrise consacré aux Missions SFIO de 1917 en Russie. À Nanterre, il a également comme enseignants Philippe Vigier, Pierre Goubert, Michel Meslin, Pierre Ayçoberry, Jeanne Gaillard , François Billacois, Jean Bastié  et Bernard Dézert. Lorsqu'il est élève-professeur de l’École normale supérieure de Saint-Cloud, Dominique Lejeune participe aux cours de Jean-Louis Biget, Jean Favier, Daniel Roche, Serge Berstein ou encore de Pierre Lévêque.
En 1971 il est classé 6e à l’agrégation d’histoire, 3e au CAPES d’histoire-géographie et obtient une dispense de stage d’agrégation, pour débuter, sur les conseils de son président de jury d’agrégation, Jacques Droz, sa thèse de troisième cycle sous la direction de Philippe Vigier. Fréquenté assidûment à partir de 1970, ce dernier convertit définitivement Dominique Lejeune à l’histoire sociale, laquelle inclut l’histoire du sport . Il soutient cette thèse en 1974 à l'Université de Paris-Nanterre, elle est intitulée « Les "alpinistes" en France à la fin du XIXe et au début du XXe siècle ».
Entre-temps Dominique Lejeune a rencontré Georges Weill (1882-1970), dernier survivant des socialistes ayant assisté à l’attentat contre Jean Jaurès en 1914 ainsi que des missions SFIO de 1917 en Russie. Il n'a jamais adhérer à un parti politique mais, suivant les traces de son père, Robert Lejeune (1910-1968), militant syndicaliste CFTC  puis CFDT, il s’était tôt syndiqué, au SGEN puis au SNES.

### Carrière
En 1972, Dominique Lejeune est nommé professeur d’histoire-géographie au lycée Joliot-Curie de Nanterre . Dans la foulée de la soutenance de sa thèse de troisième cycle, il commence, toujours sous la direction de Philippe Vigier, une thèse d’État d’histoire contemporaine sur « Les Sociétés de Géographie en France, dans le mouvement social et intellectuel du XIXe siècle ».
Il avait entretemps tâté de l’enseignement supérieur, avec des conférences de première année à l’ENS de Saint-Cloud (1972-1974 et 1980-1986)  et des travaux pratiques à l’université de Paris-X-Nanterre (1974-1979). Mais l’opportunité lui est donnée par l’Inspection générale en 1978 d’une nomination sur le poste de l’hypokhâgne moderne du lycée Condorcet de Paris . Il prend en 1982 en charge la chaire d’hypokhâgne-khâgne classique du lycée Condorcet : il y continue l’enseignement de l’histoire contemporaine et débute celui de l'histoire de l’Antiquité.
Autour et dans cet enseignement en classes préparatoires, Dominique Lejeune obtient en 1993 une « qualification » et devient donc professeur qualifié des Universités enseignant en CPGE , il est longtemps membre élu du Conseil d’administration et de la Commission permanente des lycées Condorcet et Louis-le-Grand.
Il entre, sur l’invitation du géographe Philippe Pinchemel, au groupe Géohistoire de la rue Malher (1978), au Comité des travaux historiques et scientifiques (CTHS, section de géographie, 1988, dont il devient le 14 mai 1991 secrétaire, commission de publication dont il est secrétaire après le 26 janvier 1993 , en 1995 directeur éditorial de la thèse de Jean-Claude Polton ).
Dominique Lejeune lance en 1991 la collection d’histoire sociale « Vivre l'histoire » aux Éditions Christian et la dirige jusqu’en 2010 (11 ouvrages publiés). Il anime deux fois (1989 et 1990) un DEA, commun aux universités de Lyon et de Grenoble  sur l'histoire des sports de montagne.
Dominique Lejeune prend sa retraite de professeur en août 2013 mais continue à publier comptes rendus, articles et livres.
Le 4 avril 2015 il est élu au conseil d’administration de l’Association des amis de la forêt de Fontainebleau (AAFF) . Dans cette association il est également le baliseur officiel du sentier bleu No 20 à Recloses.

## Publications
- « Les Missions de La SFIO Dans La Russie de 1917 », Revue Historique, vol. 278, no 2 (564),‎ 1987, p. 373–386 (JSTOR 40954603)
- Les "alpinistes" en France à la fin du 19e et au début du 20e siècle (vers 1875-vers 1919). Étude d'histoire sociale ; étude de mentalité, préface de Philippe Vigier, thèse de IIIe cycle publiée par le Comité des Travaux historiques et scientifiques, 1988, 272 p.
- La France de la Belle Époque : 1896-1914, Paris, Armand Colin, coll. « Cursus Histoire », 1991, 190 p. (ISBN 2-200-33065-0, présentation en ligne).
- Les Causes de la Première Guerre mondiale, Armand Colin, collection « Cursus », 1992, 126 p.   (ISBN 2-200-21154-6)
- Les Sociétés de Géographie en France et l'expansion de l'Europe au 19e siècle, thèse de doctorat d’État résumée, publiée par Albin Michel, coll. « Albin Michel, Histoire », 1993, 236 p. (présentation en ligne).
- La France des débuts de la IIIe République. 1870-1896, Armand Colin, collection « Cursus », 1994, 191 p. , plusieurs rééditions dont en livre numérique[21]
- Entre guerre et paix. Les relations internationales de 1900 à 1950, Ellipses, 1996, 288 p.
- Histoire du monde actuel (1990-2000), Armand Colin, collection U, 2001, 288 p. , réédition en livre numérique
- Histoire du sport. 19e-20e siècles, Éditions Christian, collection « Vivre l’histoire », 2001, 219 p.
- La peur du rouge en France. Des partageux aux gauchistes, Belin, 2003, coll. « Histoire et société. Temps présents », 304 p. [22]
- Miscellanées pour vivre l’histoire. Mélanges chaleureusement rédigés pour et par Dominique Lejeune, Cédérom, 2011
- Lejeune, Vankeirsbilck et Cie. Livre de famille, du Perche-Gouët à la Flandre, 2014, Cédérom ou 661 p.
- La France des Trente Glorieuses, 1945-1974, Armand Colin, coll. « Cursus », 2015, 192 p. (présentation en ligne).